# Кондратенко, Василий Васильевич
Васи́лий Васи́льевич Кондрате́нко (род. 19 апреля 1970 года, Улан-Удэ, Бурятская АССР, РСФСР, СССР) — российский офицер органов безопасности (генерал-лейтенант). Начальник Управления Федеральной службы безопасности Российской Федерации по Омской области. Руководитель Оперативного штаба Национального Антитеррористического Комитета Омской области. Председатель Омского регионального отделения общественно-государственного объединения «Всероссийское физкультурно-спортивное общество «Динамо»

## Биография
Василий Васильевич Кондратенко родился 19 апреля 1970 года в городе Улан-Удэ Бурятской Автономной Советской Социалистической Республики.
В 1988 году поступил, а в 1993 году окончил Восточно-Сибирский технологический институт, после которого до 1995 года работал преподавателем в средней общеобразовательной школе №17 города Улан-Удэ Республики Бурятия.
С 1995 года проходит военную службу по контракту в органах Федеральной службы безопасности Российской Федерации. Занимал различных оперативные и руководящих должности в Управлении ФСБ России по Республике Бурятия.
К 2012 году значился заместителем начальника Управления ФСБ России по Омской области в воинском звании полковника.
2 августа 2012 года указом президента Российской Федерации был назначен начальником Управления ФСБ России по Республике Хакасия.
10 октября 2014 года указом президента Российской Федерации был назначен начальником Управления ФСБ России по Омской области.
18 декабря 2015 года указом президента Российской Федерации было присвоено воинское звание генерал-майора.
23 марта 2017 года на X отчетно-выборной конференции выбран председателем Омского регионального отделения общественно-государственного объединения «Всероссийское физкультурно-спортивное общество «Динамо»

## Личная жизнь
Женат. Имеет двоих детей